# Tripterygion delaisi
Espèce
Synonymes
- Tripterygion atlanticus Wheeler & Dunne, 1975
- Tripterygion delaisi delaisi Cadenat & Blache, 1970
- Tripterygion delaisi xanthosoma Zander & Heymer, 1970
- Tripterygion melanurum (non Guichenot, 1850)
- Tripterygion nasus (non Risso, 1826)
- Tripterygion tripteronotus (non Risso, 1810)
- Tripterygion xanthosoma Zander & Heymer, 1970

Statut de conservation UICN

 LC  : Préoccupation mineure
Le triptérygion jaune (Tripterygion delaisi) est un poisson osseux de la famille des triptérygiidés. Sa taille maximale est de 8,5 cm à 9 cm.

## Répartition
C'est une espèce que l'on rencontre principalement en Méditerranée mais aussi à l'Est de l'Atlantique nord,, de la Manche à la côte de l'Afrique occidentale aussi loin au sud que le Sénégal.

## Étymologie
La dénomination Tripterygion delaisi est dédiée à M. M. Delais, qui captura la presque totalité des spécimens examinés lors de la description originale de l'espèce à l'aide d'une sorte de petit trident.

## Galerie
Cette espèce présente un dimorphisme sexuel important.

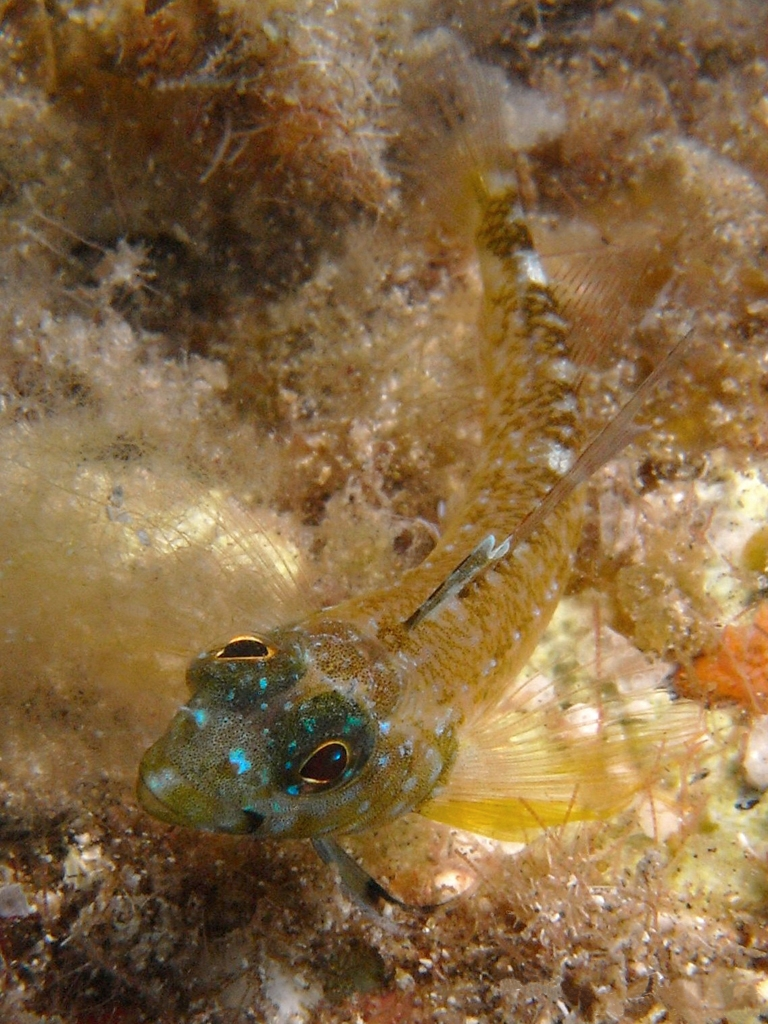
Mâle (Tenerife)
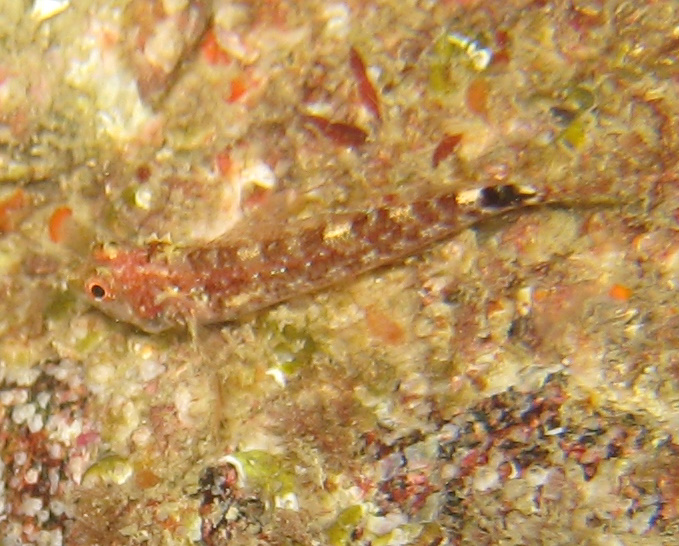
Femelle (Saint-Quay-Portrieux)
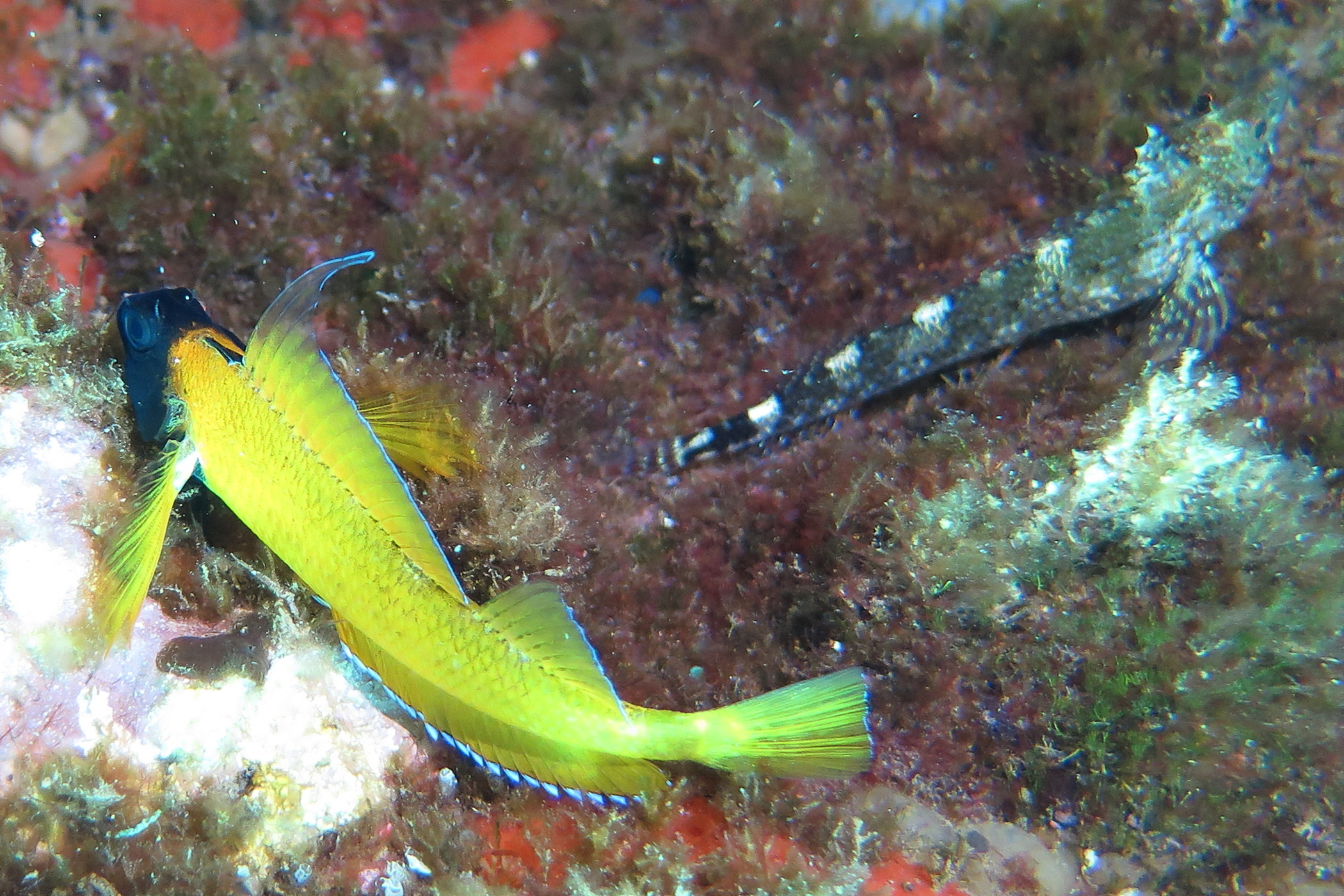
Tripterygion delaisi sujets mâle et femelle (Hyères, Méditerranée)
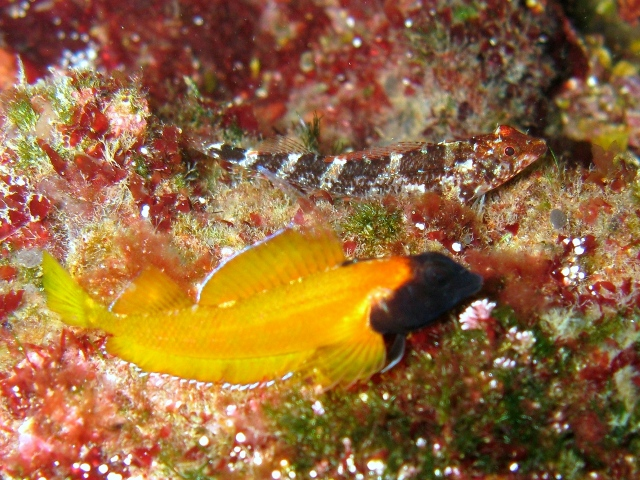
Mâle et femelle (Croatie, Méditerranée)
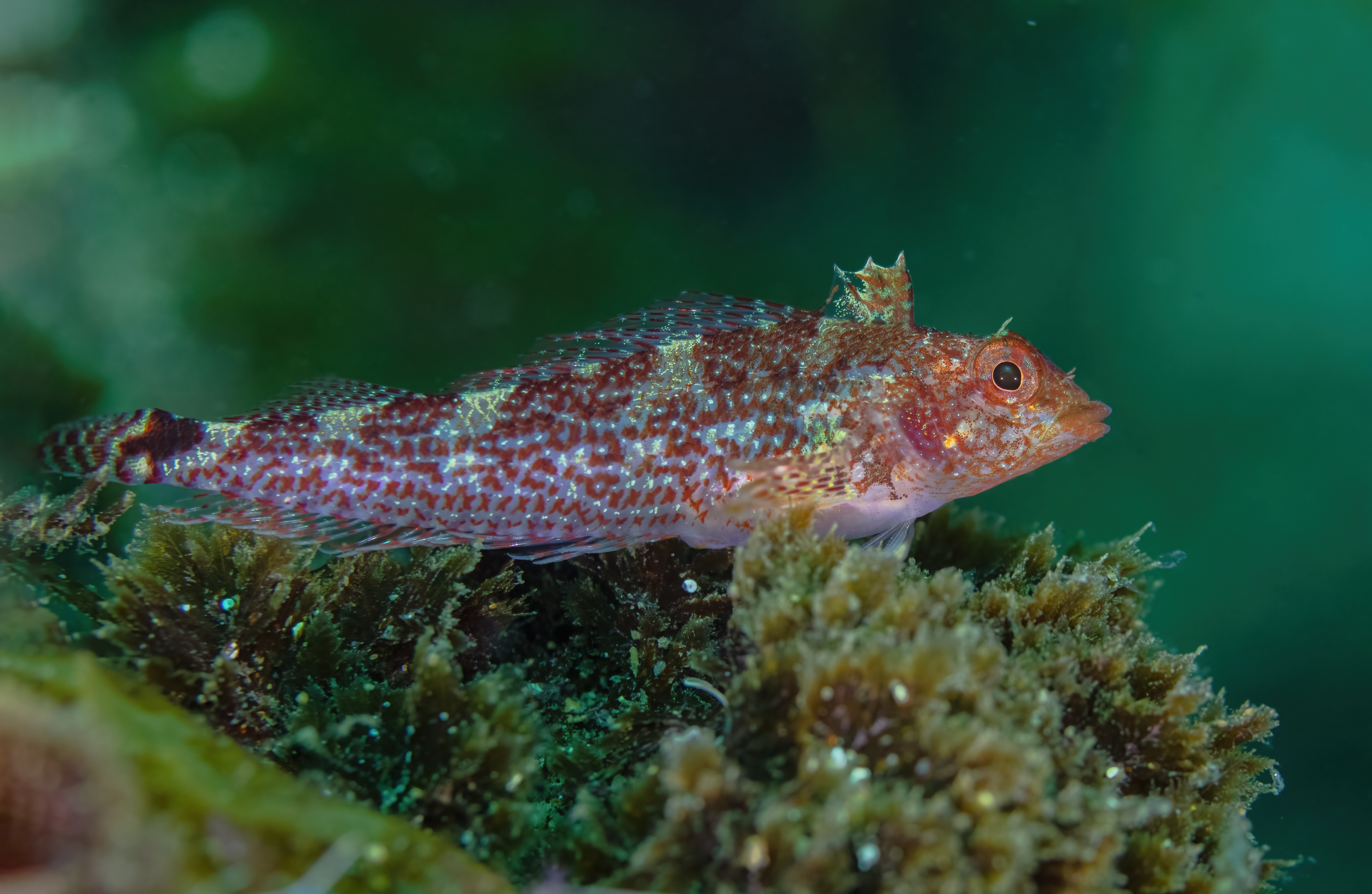
Tripterygion delaisi femelle dans le parc naturel de l'Arrábida au Portugal. Juillet 2022.

### Publication originale
- Jean Cadenat et Jacques Blache, « Description d'une espèce nouvelle, Tripterygion delaisi sp. nov., provenant de l'île de Gorée (Sénégal) (Pisces, Clinidae) », Bulletin du Museum National d'Histoire Naturelle, 2e série, t. 42, no 5,‎ 1970, p. 1097-1105 (lire en ligne)